# تپه زیارت روستای علی آخوند
تپه زیارت روستای علی آخوند مربوط به سده‌های میانه دوران‌های تاریخی پس از اسلام است و در شهرستان زهک، بخش مرکزی، دهستان خواجه احمد، روستای علی آخوند واقع شده و این اثر در تاریخ ۲۷ اسفند ۱۳۸۷ با شمارهٔ ثبت ۲۶۵۰۷ به‌عنوان یکی از آثار ملی ایران به ثبت رسیده است.